# Erica Gavin
Erica Gavin (* 22. Juli 1947 in Los Angeles, Kalifornien; eigentlich: Donna Graff) ist eine US-amerikanische Schauspielerin, welche ihren bekanntesten Auftritt in dem Russ Meyer Film Vixen – Ohne Gnade Schätzchen hatte.

## Filmografie
- 1963: Mr. Novak (TV-Serie)
- 1968: Initiation
- 1968: Vixen – Ohne Gnade Schätzchen (Vixen!)
- 1970: Blumen ohne Duft (Beyond the Valley of the Dolls)
- 1971: Erikas heißer Sommer (Erika’s Hot Summer)
- 1973: Godmonster of Indian Flats
- 1974: Das Zuchthaus der verlorenen Mädchen (Caged Heat)
- 2008: 3 Stories About Evil